# Mauricio Isla
Mauricio Aníbal Isla Isla, känd som endast Mauricio Isla, född 12 juni 1988 i Buin, är en chilensk fotbollsspelare som spelar för Colo-Colo. Han representerar även det chilenska landslaget.

## Klubbkarriär

### Universidad Católica
Isla började som forward i Universidad Católicas ungdomslag, men eftersom han var så kort flyttades han snart ner som back. Säsongen 2007 skulle Islas debut med Católica ha kommit men på grund av odisciplin blev det aldrig av och senare lämnade han laget.

### Udinese
Efter framgångarna i U20-VM i Kanada 2007 väcktes intresse för den unga chilenaren bland utländska klubbar. Efter rader av spekulationer runt Isla blev hans nya adress slutligen Udinese.

### Juventus
Den 2 juni 2012 bekräftades att Isla var klar för Turinklubben Juventus.

### Fenerbahçe
Den 21 juli 2017 värvades Isla av turkiska Fenerbahçe, där han skrev på ett treårskontrakt. I juni 2020 lämnade Isla klubben.

### Flamengo
Den 19 augusti 2020 gick Isla på fri transfer till Flamengo, där han skrev på 2,5-årskontrakt.

### Återkomst i Chile
Den 21 juni 2022 blev Isla klar för en återkomst i Universidad Católica, där han skrev på 2,5-årskontrakt.

### Independiente
I augusti 2023 värvades Isla av Primera División de Argentina-klubben Independiente.

### Colo-Colo
I juli 2024 värvades Isla av Colo-Colo, där han skrev på ett ettårskontrakt.

## Landslagskarriär
Isla debuterade i det chilenska landslaget 2007 i en vänskapsmatch mot Schweiz. Han deltog i U20-VM i Kanada 2007 och fick totalt spela 7 matcher och gjorde 2 mål.